# مارکل سوساتا
مارکل سوساتا (انگلیسی: Markel Susaeta Laskurain؛ زادهٔ ۱۴ دسامبر ۱۹۸۷) یک بازیکن فوتبال اهل اسپانیا است. وی همچنین در تیم ملی فوتبال اسپانیا بازی کرده‌است.